# Rue de la Fontaine-du-But
Pour les articles homonymes, voir Rue de la Fontaine.
 (novembre 2007).
Si vous disposez d'ouvrages ou d'articles de référence ou si vous connaissez des sites web de qualité traitant du thème abordé ici, merci de compléter l'article en donnant les références utiles à sa vérifiabilité et en les liant à la section « Notes et références ».
La rue de la Fontaine-du-But est une voie située dans le 18e arrondissement de Paris.

## Situation et accès
Cette rue en forte pente possède un extraordinaire ensemble de 2 immeubles construits dans les années 1930, agrémentés d'une cour en gros pavés, classés et comprenant un jardin privatif. Sous la cour, des galeries, aujourd'hui condamnées, servaient notamment à entreposer le charbon. Les deux îlots attenants sont du même acabit. Des visites touristiques y sont parfois offertes.
La partie haute de la rue se termine par un escalier aboutissant rue Lamarck. En face de cet escalier se trouve l'unique entrée de la station de métro Lamarck - Caulaincourt (ligne 12).

Une rue en forte pente
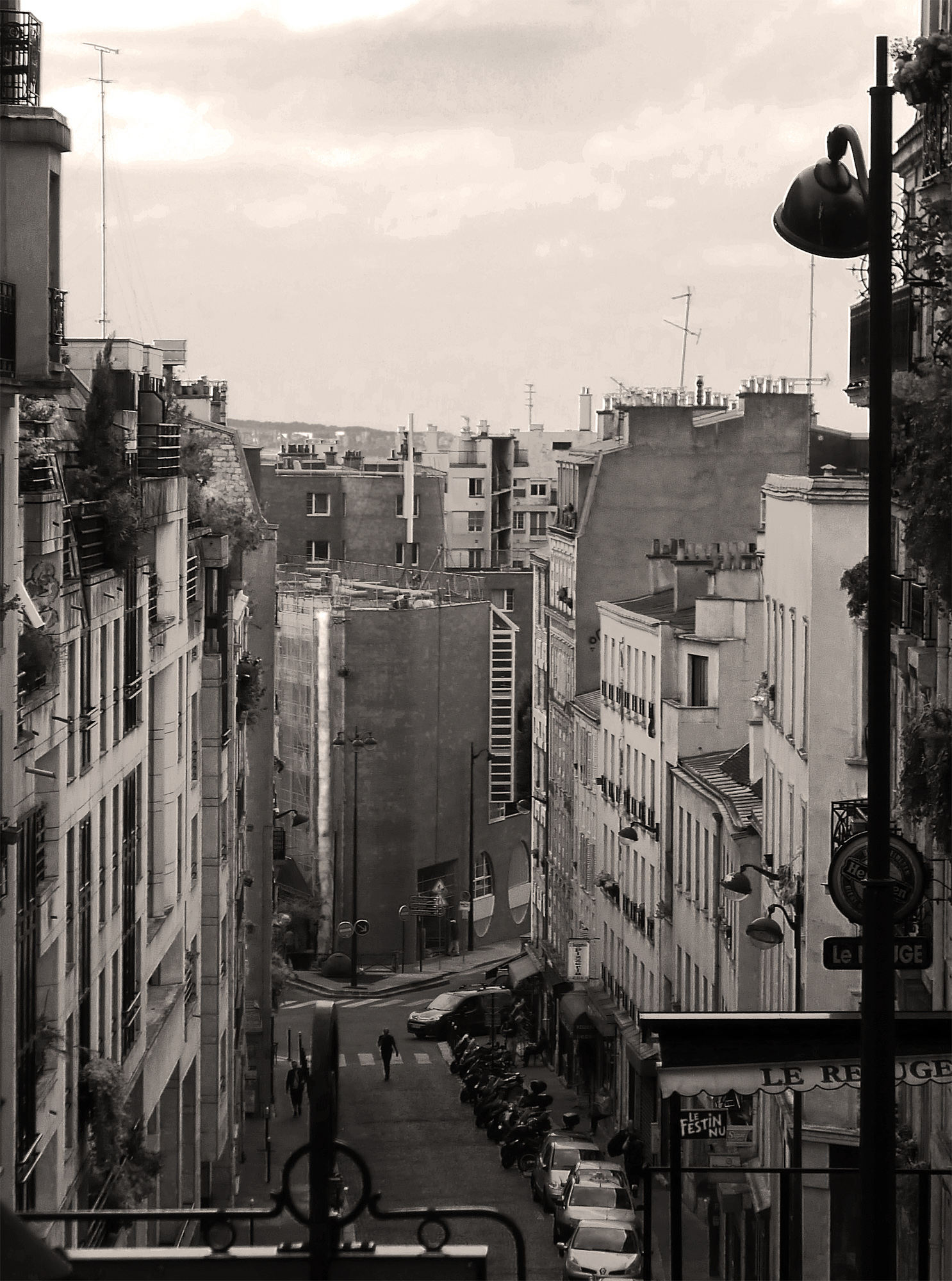
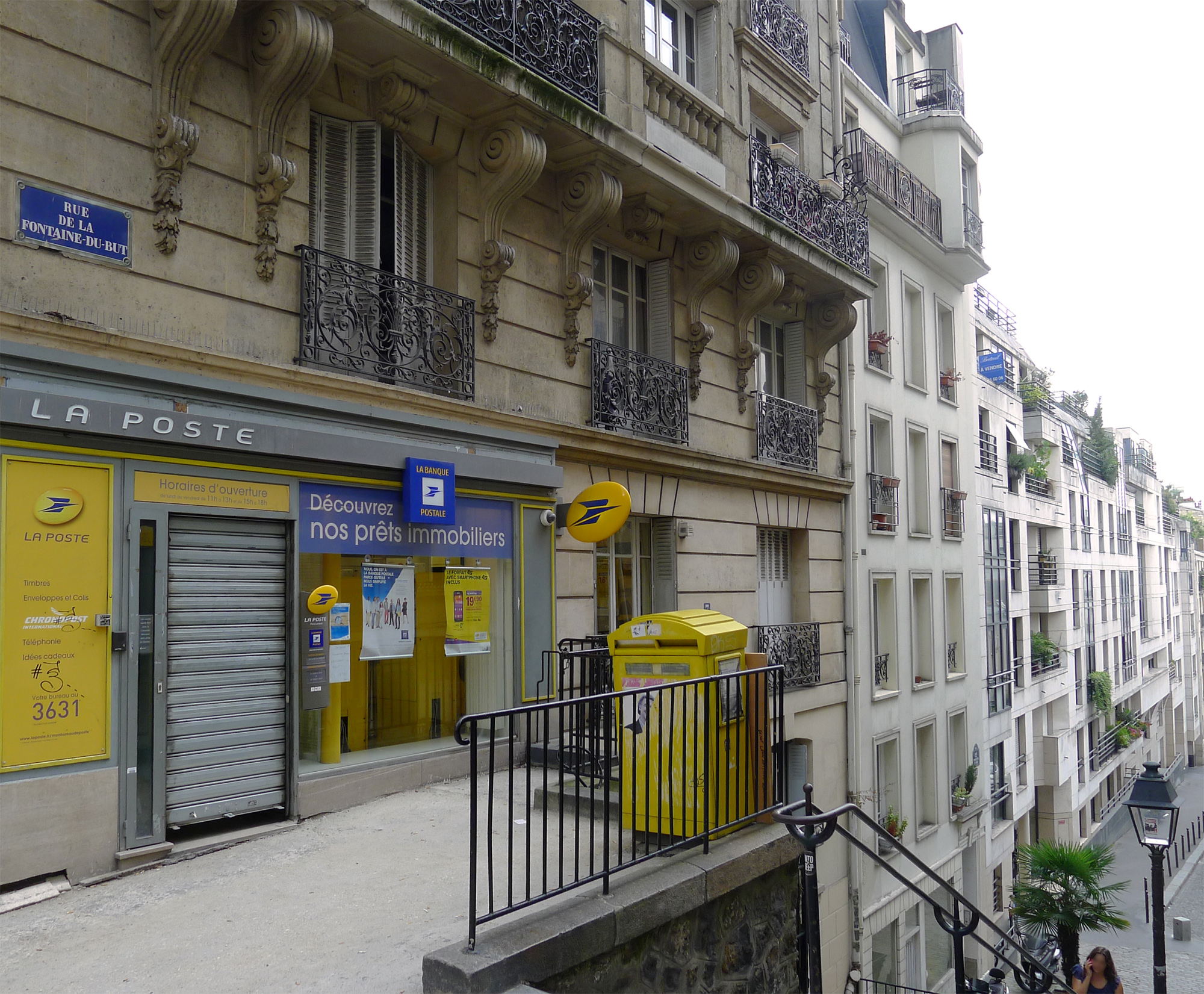

## Origine du nom
Elle tire son nom de l'ancienne fontaine du But, c'est-à-dire au point culminant de la Butte Montmartre , qui y était encore présente au XVIIIe siècle. On disait que la margelle de cette fontaine avait été formée avec la pierre tumulaire d'un des tombeaux des abbesses de Montmartre.

## Historique
Cette voie de l'ancienne commune de Montmartre est indiquée en 1672 sur le plan de Jouvin de Rochefort.
Cette voie qui commençait alors rue Saint-Vincent est classée dans la voirie parisienne par un décret du 23 mai 1863.  
On découvrit en 1737 sur son côté est les restes d'une construction gallo-romaine qui avait servi de bains d'une maison de campagne du IIIe siècle, l'eau étant amenée de la fontaine du but par un conduit en plomb dont les morceaux ont été retrouvés. 
En 1900, une partie de la rue a été annexée à la place Constantin-Pecqueur. 
La partie comprise entre les rues Caulaincourt et Lamarck a été dénommée « rue Pierre-Dac » par un arrêté municipal du 18 juillet 1995.

L'escalier du haut de la rue
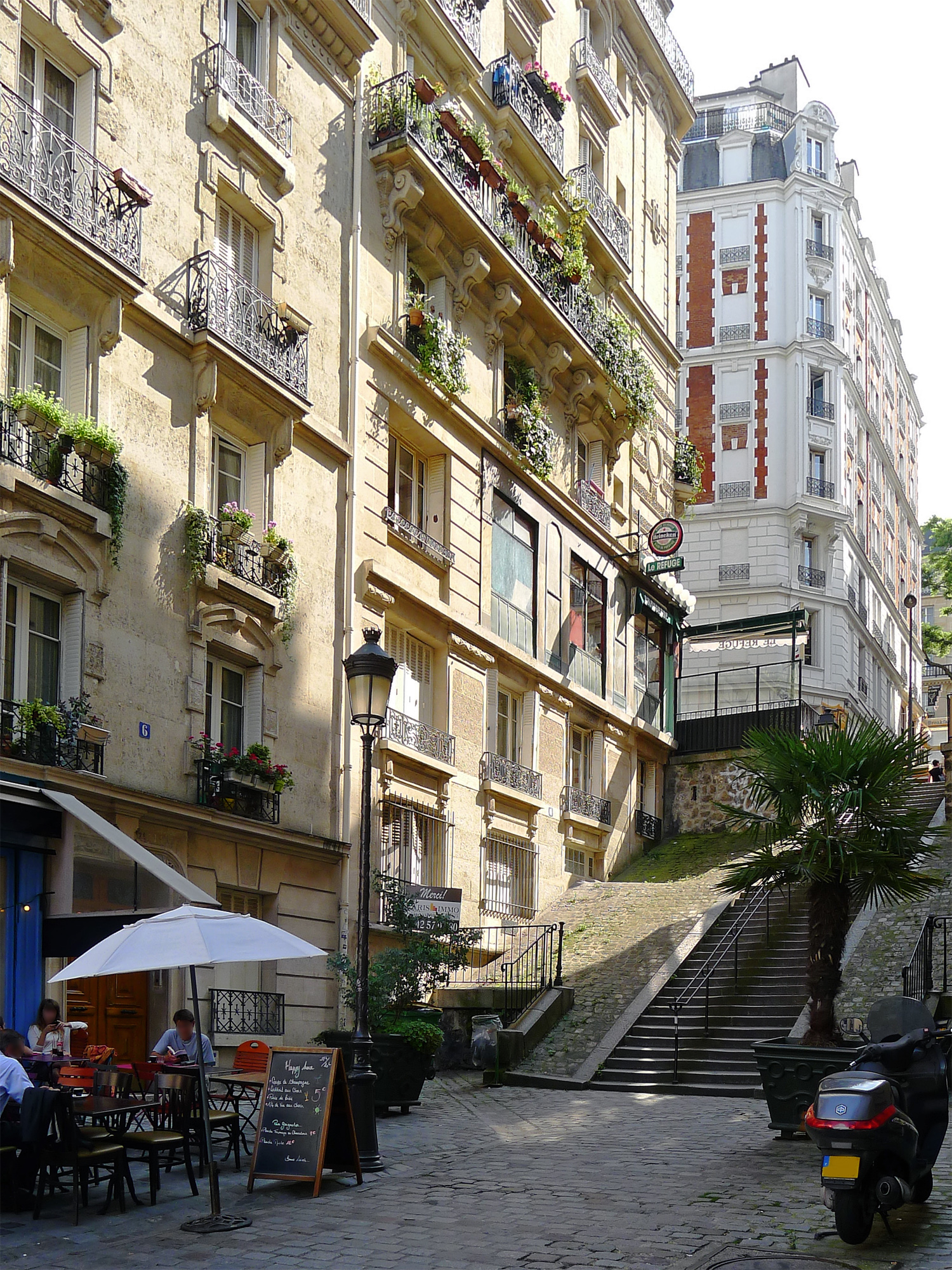
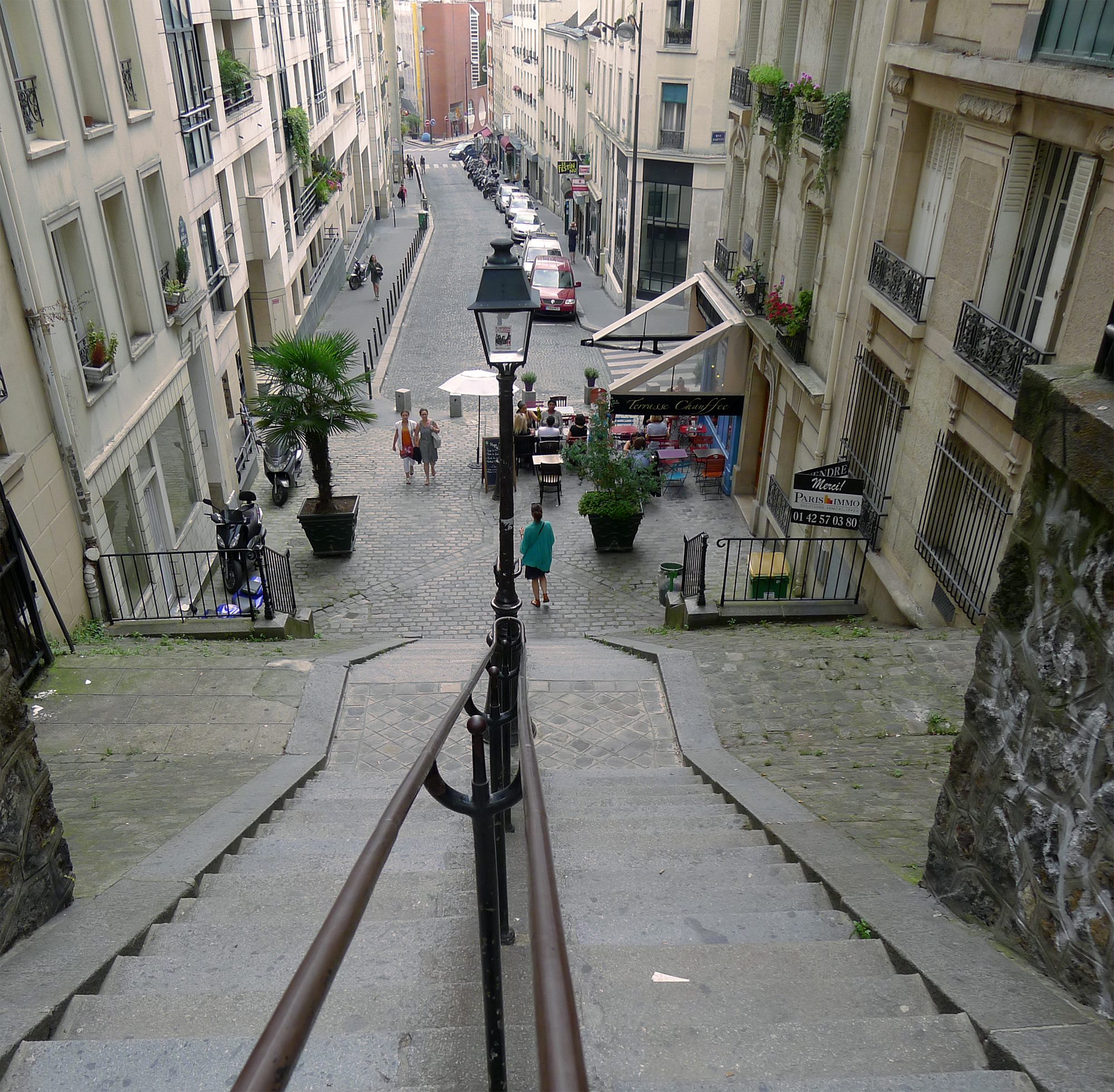
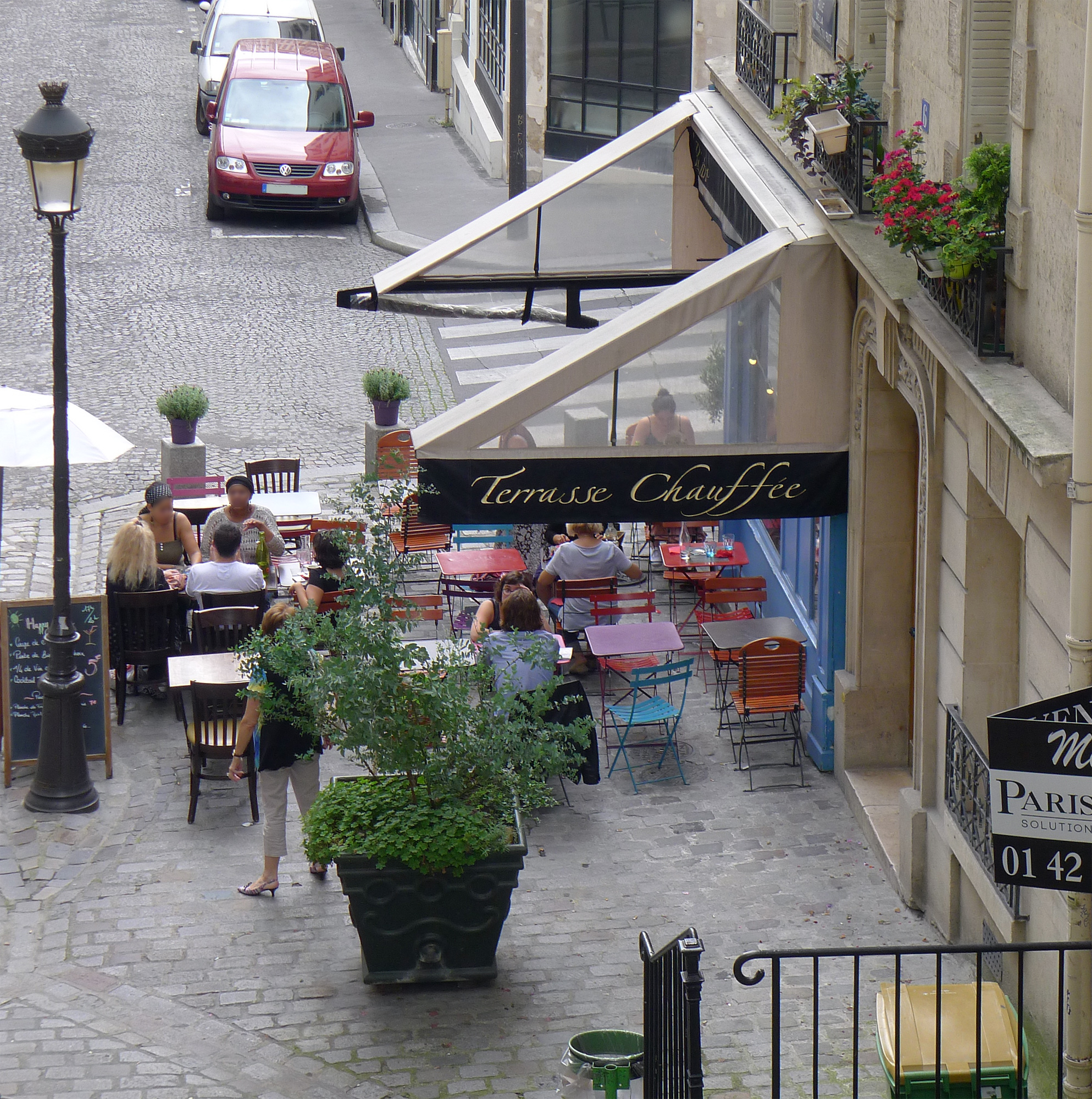